# Caserne Roques
La caserne Roques, baptisée à l’origine  67er Infanteriekaserne, est une ancienne caserne d’infanterie. Construite pendant l’annexion allemande à Longeville-lès-Metz, elle est située entre le mont Saint-Quentin et la Moselle.

## Contexte historique
Alors que Metz devient un point stratégique majeur de l’empire allemand, l’état-major allemand poursuit les travaux de fortification entamés sous le Second Empire. De nombreuses casernes sont construites pour abriter la garnison allemande qui oscille entre 15 000 et 20 000 hommes au début de la période, et dépasse 25 000 hommes avant la Première Guerre mondiale. Dans cette pépinière de généraux, se côtoient des Bavarois aux casques à chenille, des Prussiens et des Saxons aux casques à pointe et aux uniformes vert sombre, ou encore des Hessois aux uniformes vert clair. Guillaume II, qui vient régulièrement dans la cité lorraine pour inspecter les travaux d’urbanisme et ceux des forts de Metz n’hésite pas à déclarer : « Metz et son corps d’armée constituent une pierre angulaire dans la puissance militaire de l’Allemagne, destinée à protéger la paix de l’Allemagne, voire de toute l’Europe. »

## Construction et aménagements
La caserne Roque est construite en 1898, pendant l’annexion. Située au pied du mont Saint-Quentin et bordant la Moselle, le site couvre superficie de 44 000 mètres carrés. La caserne se compose de plusieurs bâtiments imposants à l’architecture Wilhelmienne. À l’époque, elle est destinée à l’infanterie.

## Affectations successives
Les bâtiments servent de lieu de casernement pour la garnison allemande jusqu’en 1919. La caserne, reprise par la France après le Traité de Versailles, est rebaptisée caserne Roques. À partir de 1926, le 402e régiment de D.C.A. y a ses quartiers. La caserne est occupée par l’armée allemande pendant l’annexion, de 1940 à 1944. Elle est réinvestie par l’armée française en 1945. Les bâtiments sont occupés par le 2e régiment du génie, puis transformés en entrepôts avant d’être désaffectés en 1970. L’ancienne caserne allemande accueille, depuis 1980, 270 chambres étudiantes, 66 logements universitaires, ainsi que 120 logements sociaux (Moselis). Baptisée Résidence Saint-Quentin, ce site réhabilité montre le potentiel de reconversion du patrimoine militaire ancien.